# Tsuru Morimoto
Tsuru Morimoto (森本 鶴 Morimoto Tsuru?,  nacido el 9 de noviembre de 1970) es una exfutbolista japonesa que jugaba como delantero.
Morimoto jugó 5 veces para la selección femenina de fútbol de Japón entre 1994 y 1995. Morimoto fue elegida para integrar la selección nacional de Japón para los Copa Mundial Femenina de Fútbol de 1995.

## Trayectoria

### Clubes
| Club                          | País   | Año  |
| ----------------------------- | ------ | ---- |
| Nissan FC Ladies              | Japón  | ???? |
| Nikko Securities Dream Ladies | Japón  | ???? |
| Lazio                         | Italia | ???? |

### Selección nacional
| Selección | País  | Año         |
| --------- | ----- | ----------- |
| Absoluta  | Japón | 1994 - 1995 |

## Estadística de equipo nacional
| Selección femenina de fútbol de Japón | Selección femenina de fútbol de Japón | Selección femenina de fútbol de Japón |
| Año                                   | Partidos                              | Goles                                 |
| ------------------------------------- | ------------------------------------- | ------------------------------------- |
| 1994                                  | 4                                     | 1                                     |
| 1995                                  | 1                                     | 0                                     |
| Total                                 | 5                                     | 1                                     |